# Zegerscappel
Zegerscappel é uma comuna francesa na região administrativa de Altos da França, no departamento do Norte. Estende-se por uma área de 17.4 km². Em 2010 a comuna tinha 1 558 habitantes (densidade: 89,5 hab./km²).